# اچ‌دی ۲۲۳۲۲۹
اچ‌دی ۲۲۳۲۲۹ یک ستاره است که در صورت فلکی آندرومدا قرار دارد.